# Émile Gallé

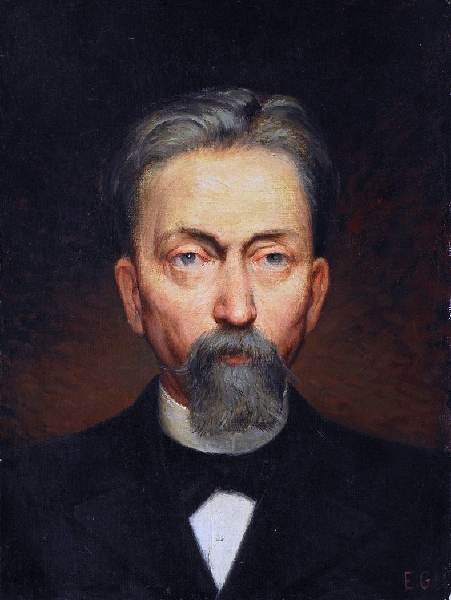
Zelfportret van Emile Gallé

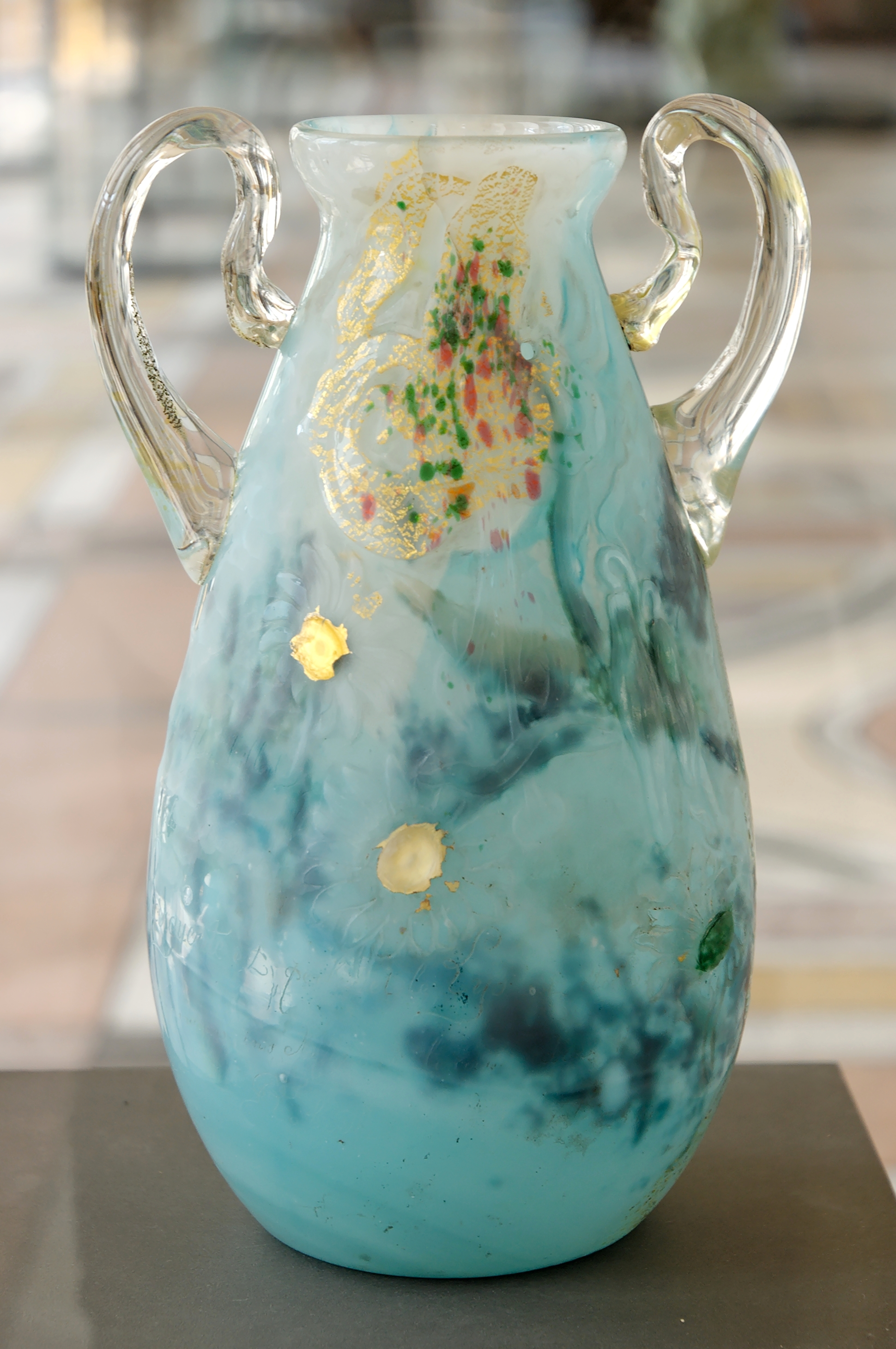
Vaas met lelies en margrieten

Émile Gallé (Nancy, 4 mei 1846 – aldaar, 23 september 1904) was een Franse glasmaker en meubelontwerper die zijn thuisbasis had in zijn geboorteplaats. Zijn favoriete motief, dat hij dan ook veel gebruikte in zijn werk, was de plant. Ook kwamen er veel insectenmotieven in voor. Het glas is één- of veelkleurig gedecoreerd met sierlijke natuurmotieven.
Gallé maakte gebruik van verschillende technieken:
- kleurloos kristalglas met emailschildering;
- verrerie parlante, glazen met dekkend geschilderde decoraties die een stemming symboliseren geïnspireerd door de poëzie;
- opaak, halfdoorzichtig glas met dekkend geschilderde decoraties;
- marqueterie de verre, inlegwerk van glas-in-glas;
- opgelegd glas met tussen twee lagen een door een etsprocedé aangebrachte voorstelling;
- opgelegd glas in een grovere uitgave, met sjablonen gemaakt.

Gallé paste de opgelegde-glasmethode ook veel toe in lampen. Het champagnehuis Perrier-Jouët gebruikt nog steeds de door Émile Gallé ontworpen flessen.
Emile Gallé nam de fabriek van zijn vader Charles over in 1877.
Hij installeerde ovens en gebruikte flora en fauna in zijn werk.
Hij engageerde topvaklui om zijn werk uit te voeren.
Zijn vazen waren destijds ook zeer duur. De gegoede burgerij vond een Gallé-vaas chic staan in hun interieur.
In 1884, 1889 en 1902 nam hij deel aan grote tentoonstellingen in Parijs en Turijn.  Werken die op deze tentoonstellingen in de prijzen vielen, halen nu astronomische bedragen bij verzamelaars.
250 000 euro is geen uitzondering.
Gallé stierf in 1904 aan leukemie. Na zijn dood in 1904 nam zijn vrouw Henriette Grimm de fabriek over. Dankzij de vele kunstenaar-vaklui bleef het glaswerk op topniveau.
Meer en meer werden huizen voorzien van elektriciteit. De fabriek maakte met succes de bekende paddenstoellampen.
In 1914 overleed mevrouw Grimm. Het echtpaar had vier dochters. Schoonzoon Paul Pedrizet nam de fabriek in handen.
Onder zijn leiding worden de fameuze blow-outvazen ontworpen.  De olifanten-,  pruimen-  en rododendronvazen zijn er een voorbeeld van.
De Établissements Gallé gebruikte veel verschillende handtekeningen, waaronder Japaniserende.
In 1904 tot 1906 zette men als eerbetoon een sterretje achter de naam Gallé.
Deze ster werd weggelaten omdat de mensen het niet wilden.
Na 1906 kiest men voor GALLE met streep onder die door de G snijdt.
Op het hoogtepunt van de fabriek werden er 250-300 mensen tewerkgesteld. In 1928 was er de wereldwijde crisis. Mensen hadden geen geld meer om de dure stukken te kopen. In 1931 sloot de fabriek. Daarna werd de inboedel openbaar verkocht.

## Het etsen
Het te etsen voorwerp wordt in 2-3 dunne lagen geblazen met verschillende kleuren.
Met een speciale verf wordt een eerste tekening aangebracht. Deze verf weerstaat aan het zuur zodat na onderdompeling het glas errond weggeëtst wordt tot op de tweede kleurlaag.
Door op deze tweede kleurlaag verder te schilderen kan men nog eens wegetsen tot op de derde kleurlaag.
Voor belangrijke stukken wordt ook een draaiend wiel gebruikt om details nog beter weer te geven.

## Afbeeldingen

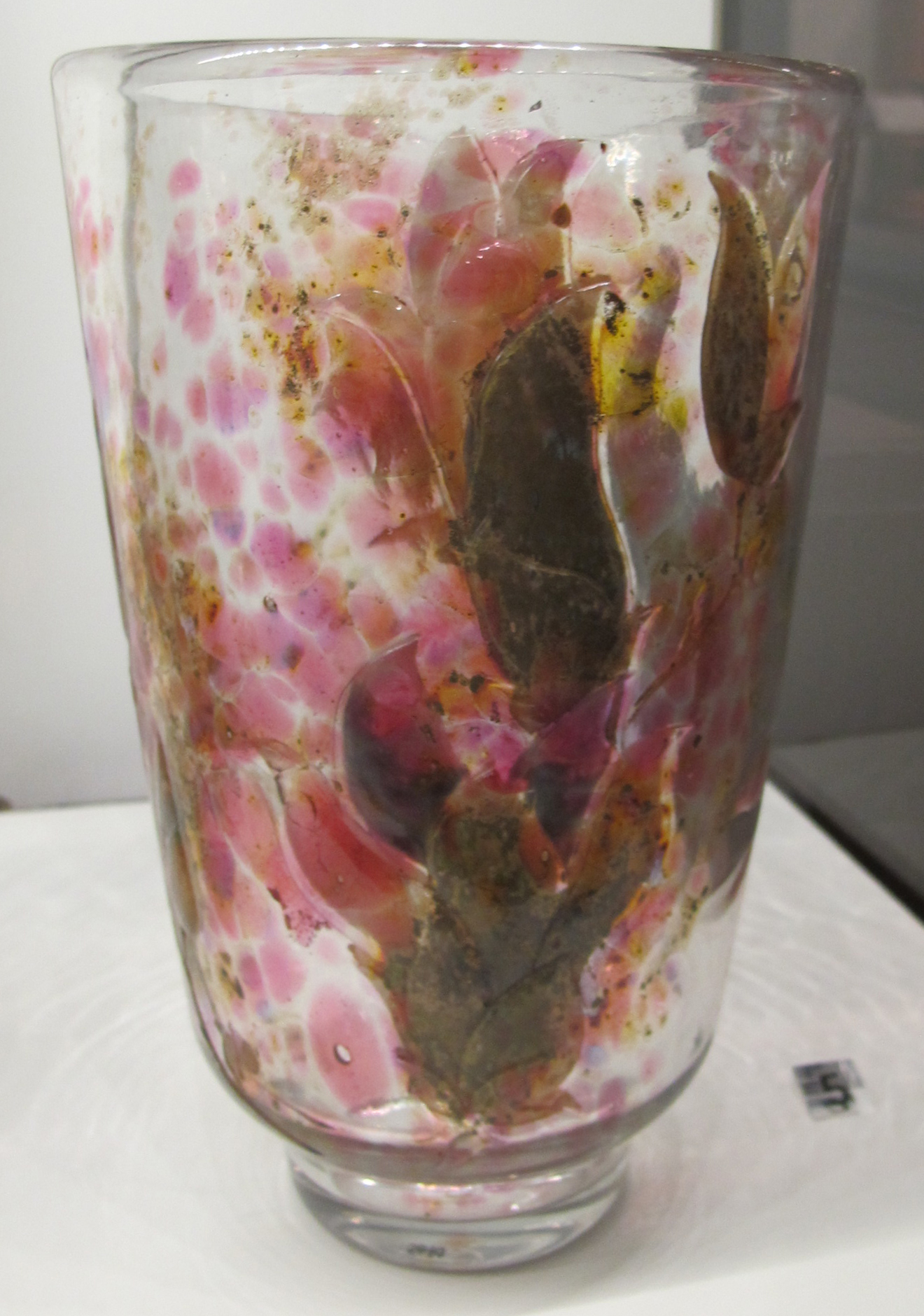
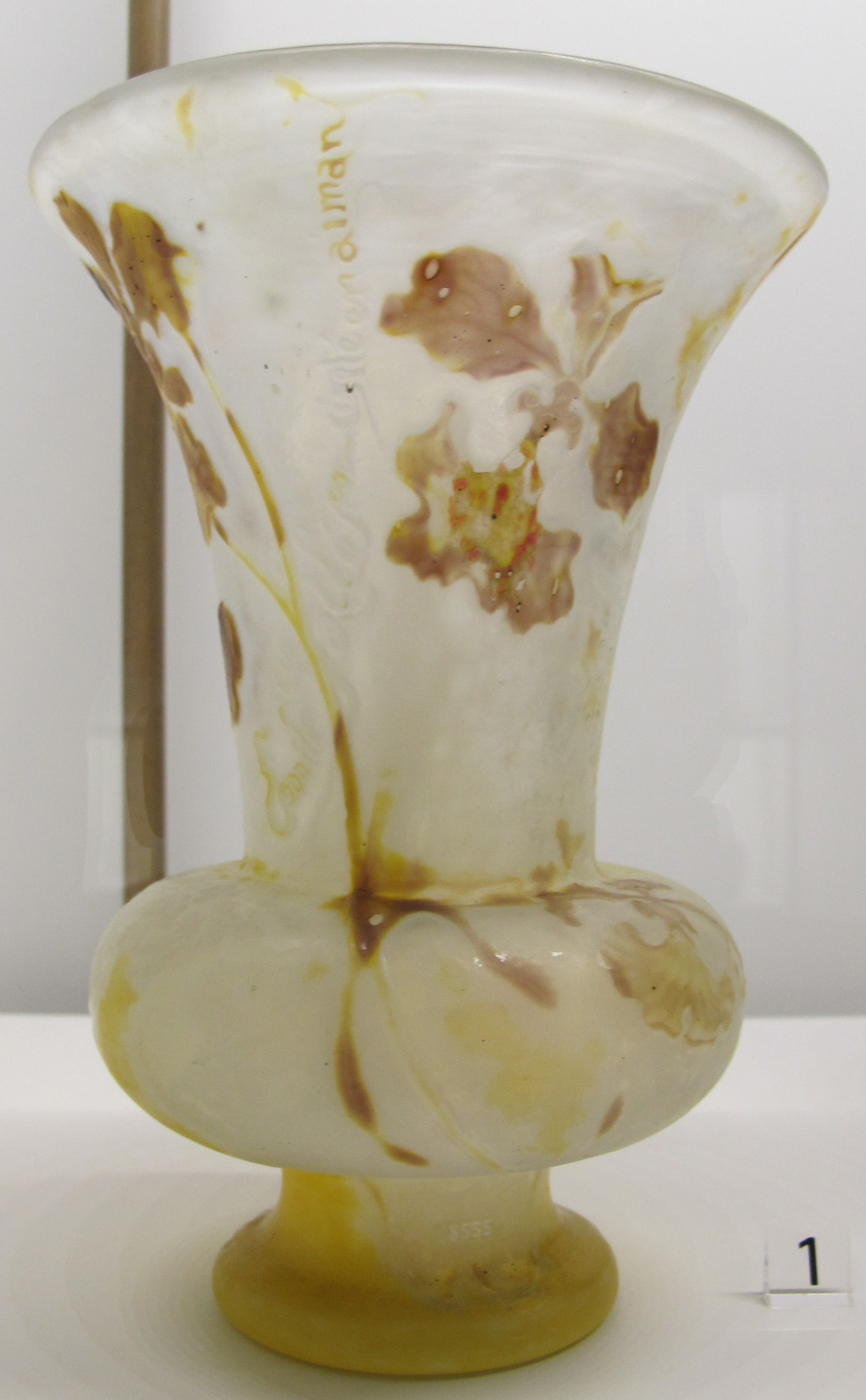
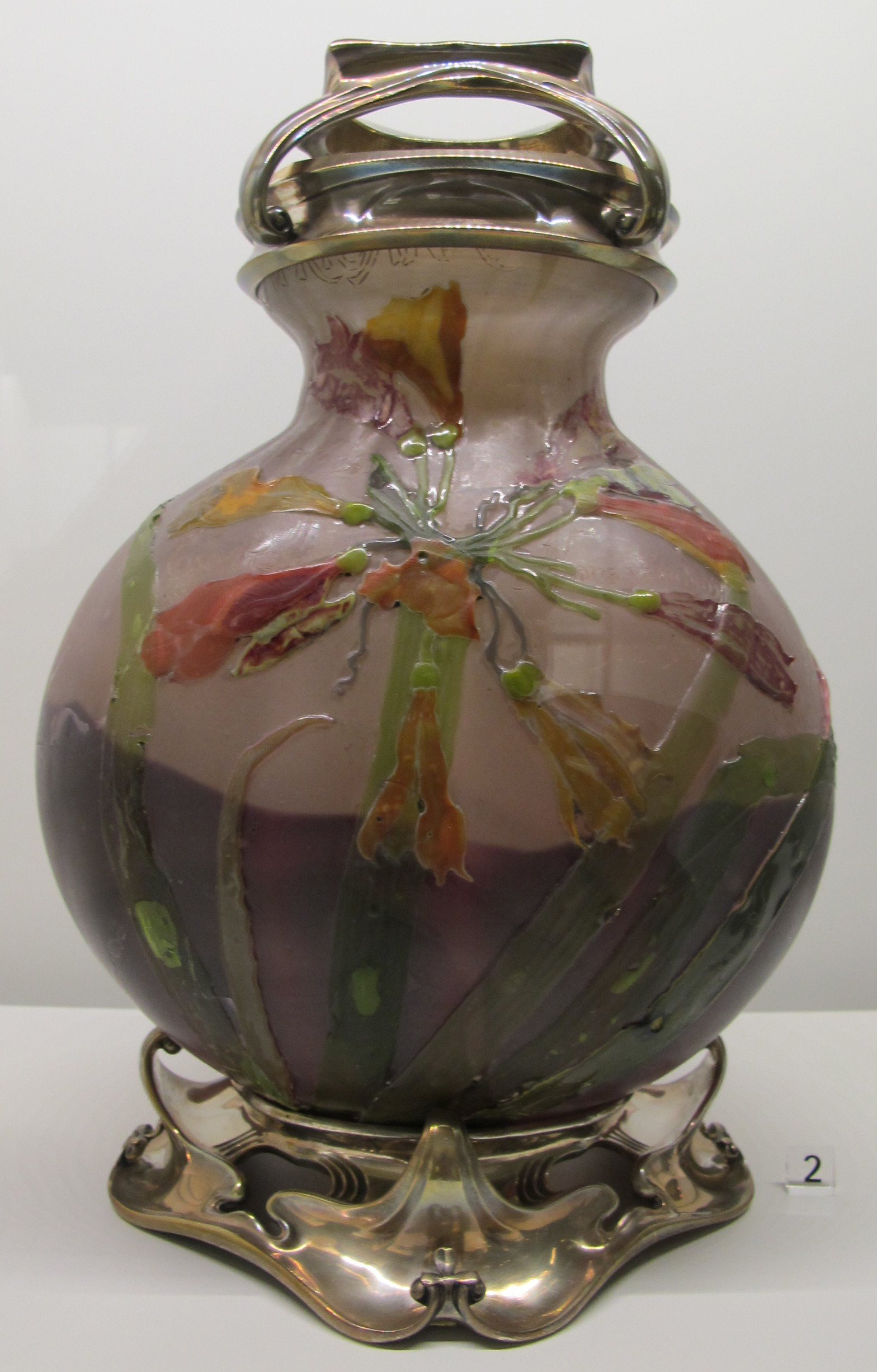
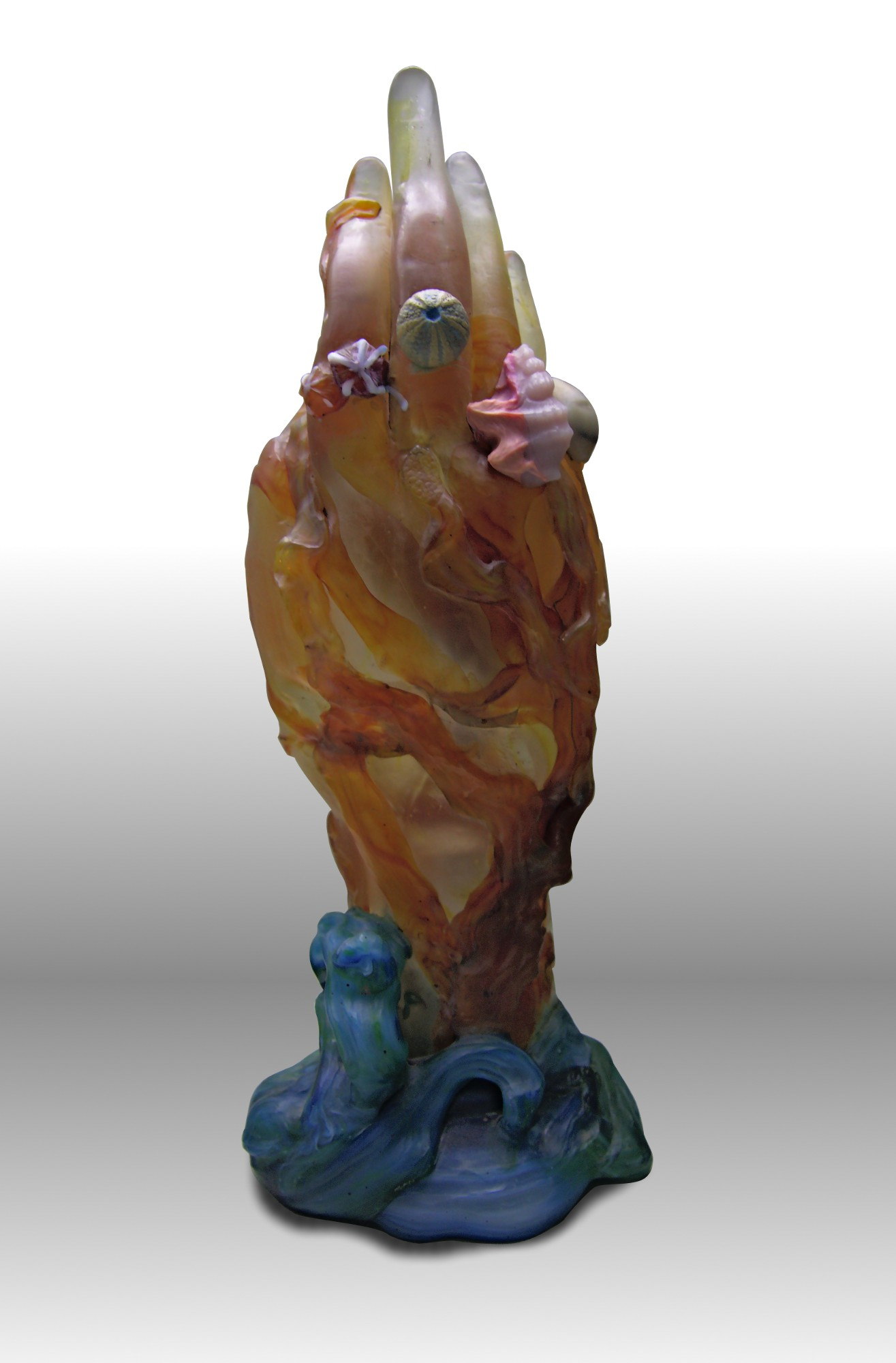